# Taygetomorpha celia
Espèce

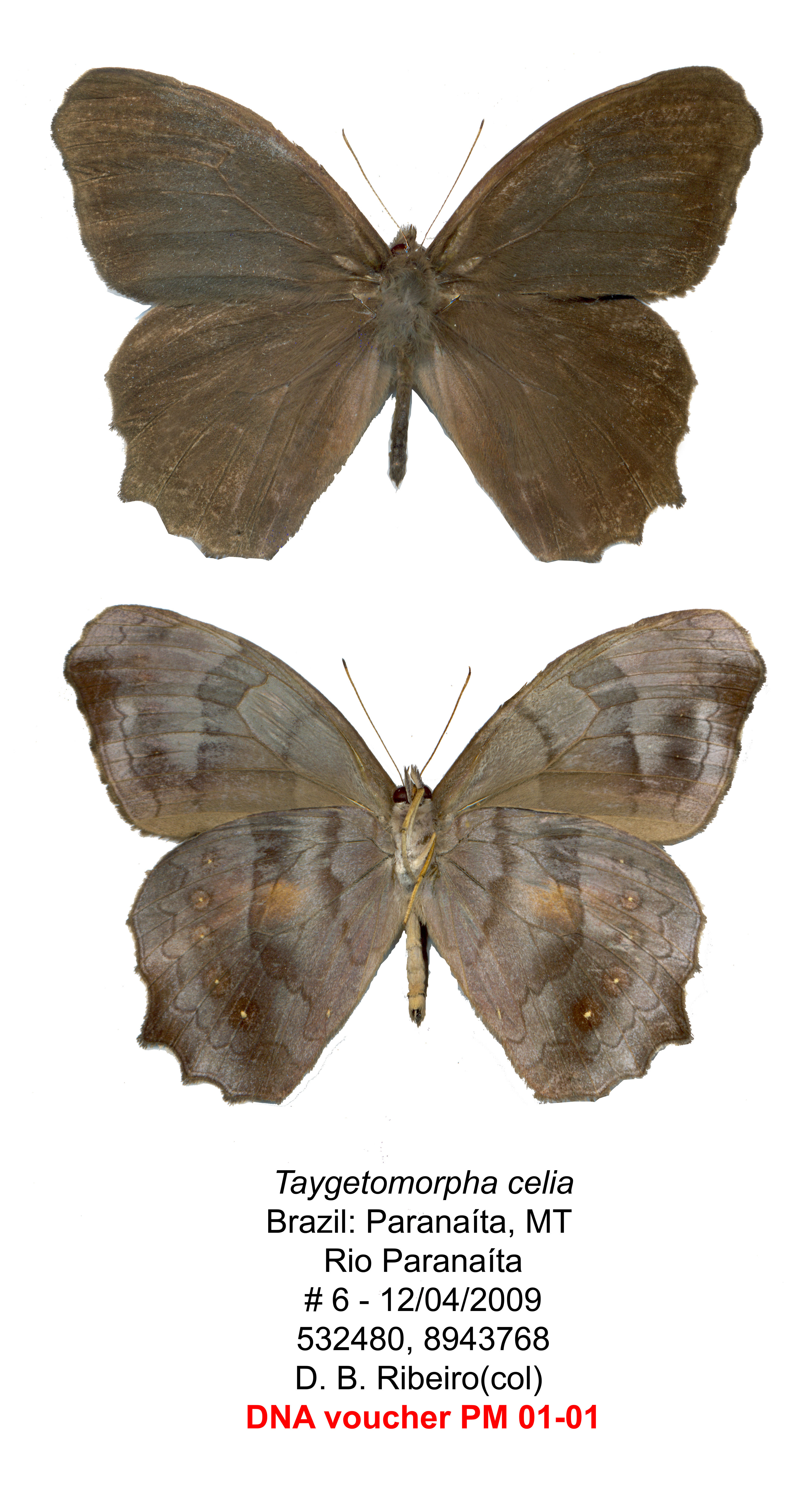
Taygetomorpha celia

Taygetomorpha celia est une espèce d'insectes lépidoptères de la famille des Nymphalidae, de la sous-famille des Satyrinae et du genre Taygetomorpha.

## Dénomination
Taygetomorpha celia a été décrit par Pieter Cramer en 1779 sous le nom de Papilio celia.
Synonyme : Papilio phorcys Fabricius, 1793; Taygetis keneza Butler, 1869.

### Noms vernaculaires
Taygetomorpha celia se nomme Celia Satyr  en anglais.

## Description
Taygetomorpha celia est un grand papillon dont les ailes antérieures présentent un bord externe convexe et un apex coupé et les ailes postérieures sont dentelées. Le dessus est ocre terne (chamois). 
Le revers est de couleur beige rosé nacré aux limites des aires basale, discale et postdiscale marquées de bandes foncées avec dans l'aire postdiscale une ligne d'ocelles jaune d'or.

## Biologie
Sa biologie, premiers stades et plante hôte, n'est pas connue.

## Écologie et distribution
Taygetomorpha celia est présent au Nicaragua, à Panama, en Colombie, en Équateur, en Bolivie, au Pérou, au Brésil et en Guyane,,.

### Biotope
Il réside en sous-bois sombre.

### Protection
Pas de statut de protection particulier